# Furgaleus macki
Furgaleus macki es una especie de elasmobranquio carcarriniforme de la familia Triakidae.